# 毫不在乎
《毫不在乎》（英語：Nothing Really Matters）是美國女歌手瑪丹娜1999年3月份發行的歌曲，為她第七張錄音室專輯《 光芒萬丈 》（英語：Ray Of Light）所發行的第五首單曲，〈毫不在乎〉在美國單曲榜成績為第93名。

## 內容

### 歌曲簡介
〈毫不在乎〉由瑪丹娜和音樂夥伴Patrick Leonard兩人共同譜寫編製，是一首重節拍電子浩室舞曲。瑪丹娜在這支單曲的音樂影片中日本藝妓的造型，也成為當時的話題焦點。
1999年瑪丹娜受邀葛萊美獎演出，即以〈毫不在乎〉作為她演出的曲目，瑪丹娜將音樂影片中的場景及造型搬至葛萊美獎現場完整呈現，獲得在場來賓滿堂彩。

### 商業成績
〈毫不在乎〉在1999年5月1日進入美國告示牌單曲榜，首週成績為第99名，第二週名次小升至第93名，但由於單曲氣勢太弱無法再繼續支撐它的名次，第三週已經跌出榜外，〈毫不在乎〉不但成為瑪丹娜成績最差的單曲，也創下瑪丹娜單曲在榜內停留時間的新低紀錄。
所幸〈毫不在乎〉在英國單曲榜打進前十名，最高成績獲得第7名，也稍替這首單曲挽回一些頹勢。